# Културно-информационен център на Република България в Скопие
Културно-информационният център на Република България в Скопие е културна организация в структурата на посолството на Република България в Северна Македония.
Създаването на центъра е станало възможно чрез спогодба между правителствата на Република България и Република Македония от 18 април 2003 г. Основан е на 2 ноември 2006 г.
Центърът има 173 регистрирани членове. Посещават го около 4500-5000 души на година. Библиотечният му фонд разполага с 6346 библиотечни единици. Директор на центъра е Антония Велева.